# Jeremys Bay
Jeremys Bay (do 28 sierpnia 1974 Jeremy Bay) – zatoka (ang. bay) jeziora Kejimkujik Lake w kanadyjskiej prowincji Nowa Szkocja, w hrabstwie Annapolis; nazwa Jeremy Bay urzędowo zatwierdzona w 1937.